# Wirdum (Frise)
Pour les articles homonymes, voir Wirdum.
Wirdum (en frison : Wurdum) est un village de la commune néerlandaise de Leeuwarden, dans la province de Frise.

## Géographie
Le village est situé à 5 km au sud de la ville de Leeuwarden.

## Histoire
Wirdum fait partie de la commune de Leeuwarderadeel avant le 1er janvier 1944, puis de celle de Leeuwarden.

## Démographie
Le 1er janvier 2018, le village comptait 50 habitants.